# Новый Кувак
Новый Кувак — село в Шенталинском районе Самарской области в составе сельского поселения Каменка.

## География
Находится на расстоянии примерно 25 километров по прямой на восток от районного центра станции Шентала.

## История
Известно с 1850 года.

## Этимология
Название "Кувак" происходит с чувашского языка "Кăвак" и переводится как "Синий", если трактовать название села на русский то отождествляется как "Синева". Обусловлено это тем что в Шенталинском районе чуваши составляют  большинство, по переписи 2010 года: Чуваши — 5 510 чел. (34,2 %); Русские — 4 525 чел. (28,1 %); Татары — 3 124 чел. (19,4 %); Мордва — 2 527 чел. (16,1 %).

## Население
Постоянное население составляло 296 человек (русские 90 %) в 2002 году, 278 в 2010 году.